# سام سام
سام سام (بالإنجليزية: SamSam) هو مسلسل رسوم متحركة للأطفال يُعتبر عن بطل خارق، مستوحى من شخصية ابتكرها سيرج بلوخ، وأخرجه تانغي دي كيرميل بالتعاون مع بايارد برس [الإنجليزية]. ألهمه ابنه ليبني شخصية البرنامج التي تحمل اسمه. حظي المسلسل بتقييماتٍ إيجابية بشكل عام بفضل فكرته، ورسومه المتحركة، ولحنه الرئيسي، ونبرته، ودروسه الحياتية، واقتباساته، والشخصية الرئيسية نفسها.

## وصلات خارجية
- سام سام على موقع IMDb (الإنجليزية)
- سام سام على موقع نتفليكس (الإنجليزية)
- سام سام على موقع كينوبويسك (الروسية)
- سام سام على موقع ألو سيني (الفرنسية)
- سام سام على موقع قاعدة بيانات الفيلم (الإنجليزية)